# Leila Walker
Leila Walker (* 29. März 2005 in Cambridge) ist eine neuseeländische BMX-Rennfahrerin.

## Sportlicher Werdegang
Walker stammt aus Cambridge und kam durch ihre Brüder im Alter von sechs Jahren zum BMX-Sport. Mit der ebenfalls in Cambridge beheimateten BMX-Sportlerin Sarah Walker ist sie hingegen nicht verwandt. Sie bewies ihr Talent durch mehrere Siege in Folge bei den Challenges im Rahmen der Weltmeisterschaften. Als Juniorin war sie 2022 und 2023 jeweils neuseeländische Meisterin und Ozeanien-Meisterin. Im Weltcup nahm sie an den U23-Wettbewerben teil und gewann mit 17 Jahren ein Rennen in Bogotá.
2024 übersprang Walker die U23 und nahm an allen hochrangigen Wettkämpfen der Elite teil. Sie gewann auf Anhieb die Landesmeisterschaften und wurde Zweite der Ozeanien-Meisterschaften. Im Weltcup kam sie beim Rennen von Tulsa ins Finale und wurde Fünfte, bei den Weltmeisterschaften erreichte sie ebenfalls das Finale und belegte den siebten Platz.
Im März 2024 beteiligte sich Walker auch an den neuseeländischen Meisterschaften im Bahnradsport. In den Kurzzeit-Disziplinen gelangen ihr mehrere vordere Plätze, darunter ein zweiter im Teamsprint und ein dritter im Zeitfahren. Beim olympischen BMX-Rennen 2024 schied sie im Hoffnungslauf aus und wurde so 18. der Gesamtwertung.

## Erfolge
2022
 Ozeanien-Meisterin (Junioren)
 Neuseeländische Meisterin (Junioren)
Weltcup-Sieg in Bogotá (U23)
2023
 Ozeanien-Meisterin (Junioren)
 Neuseeländische Meisterin (Junioren)
2024
 Neuseeländische Meisterin
 Ozeanien-Meisterschaften